# Salim Salam
Salim Salam, Salem Salam (arab. سالم سلام, Sālim Salām) – libański strzelec, olimpijczyk.
Brał udział w Letnich Igrzyskach Olimpijskich 1948 (Londyn). Wystąpił jedynie w konkurencji karabinu małokalibrowego leżąc z odl. 50 m, w której zajął przedostatnią, 70. pozycję (wyprzedził tylko Irańczyka Mollę Zala).

## Wyniki olimpijskie
| Igrzyska | Konkurencja                       | Wynik                          | Miejsce    | Źródło |
| -------- | --------------------------------- | ------------------------------ | ---------- | ------ |
| IO 1948  | Karabin małokalibrowy leżąc, 50 m | 544 punkty (94-93-89-87-87-94) | 70 (na 71) | [ 1 ]  |